# 角川映畫
角川映畫株式会社（日语：角川映画株式会社），為角川集團旗下、日本五大電影公司之一。

## 沿革
- 1942年1月，統合日本國內幾家小型電影公司成立「大日本映畫製作株式會社」，簡稱大映（だいえい），屬於日本戰時體制企業之一。
- 1945年12月，大映更改商號為「大映株式會社」，成為一般的民間企業。
- 1956年3月，「有限会社欧美映画配給社」創業。
- 1957年12月，欧美映画配給社的組織、商號變更為「先驅映画株式会社」。
- 1960年3月，先驅映画與「大洋映画株式会社」、「北欧映画株式会社」合併。
- 1961年7月，先驅映画與「株式会社Nippon Cinema Corporation」合併為「日本先驅映画株式会社」。
- 1971年12月，大映破產。
- 1974年9月，德間書店收購重整大映，新的大映成為德間書店旗下公司。
- 1976年，角川書店集團開始跨足電影製作，以「角川映畫」為電影品牌。
- 1999年12月，日本先驅映画收購「Glovision株式会社」。
- 2002年11月，大映被角川書店買下，公司法人、商號變更為「株式会社角川大映映画」。
- 2004年4月，「Toskadomain株式会社」與角川大映映画合併為「角川映画株式会社」。
- 2005年8月，日本先驅映画與角川控股集團交換持股，商號變更為「角川先驅映畫株式会社」，子公司化。
- 2006年3月1日，角川先驅映画併入角川映画，商號變更為「角川先驅映畫株式会社」。
- 2006年8月1日，角川先驅映画繼承角川控股集團電影相關企業之管理及營業，同時將「株式会社角川娛樂」子公司化。
- 2007年1月4日，角川書店旗下電影相關子公司改入角川先驅映画旗下。
- 2007年3月1日，角川先驅映畫的商號改回「角川映画株式会社」。
- 2009年11月1日，角川娛樂併入角川映画。
- 2011年1月1日，角川映画併入角川書店而成為其電影事業的品牌，公司法人消滅。[1]

## 旗下關係企業
- 日本映画基金
- Angel Cinema
- 角川影城
- Glovision
- 日本映画衛星放送
- 角川集團美國（香港）
- 角川集团中国
  - 角川洲立集團
  - 角川洲立出版（亞洲）
  - 廣州天聞角川動漫

## 相關項目
- 角川控股集團
- 角川書店
- 角川集团中国
- 角川洲立
- 天聞角川

## 外部連結
- 角川映畫網站 （页面存档备份，存于）（日語）
- YouTube上的角川映畫頻道（日語）